# Ken Fujita
Ken Fujita (藤田 健 Fujita Ken?, nacido el 27 de agosto de 1979 en Hamamatsu, Shizuoka) es un exfutbolista japonés. Jugaba de centrocampista y su último club fue el JK Tallinna Kalev.

## Trayectoria

### Clubes
| Club              | País    | Año         |
| ----------------- | ------- | ----------- |
| Júbilo Iwata      | Japón   | 1998        |
| Ventforet Kofu    | Japón   | 2001 - 2010 |
| JK Tallinna Kalev | Estonia | 2012        |

## Palmarés

### Títulos nacionales
| Título         | Club         | País  | Año  |
| -------------- | ------------ | ----- | ---- |
| Copa J. League | Júbilo Iwata | Japón | 1998 |